# Dendrocerus stigmatus
Dendrocerus stigmatus är en stekelart som först beskrevs av Thomas Say 1836.  Dendrocerus stigmatus ingår i släktet Dendrocerus och familjen trefåresteklar. Inga underarter finns listade i Catalogue of Life.